# Alexandria (Kentucky)
Alexandria – miasto w Stanach Zjednoczonych, w stanie Kentucky, siedziba administracyjna hrabstwa Campbell.